# سوزوکی
سوزوکی موتور کورپوریشن (به ژاپنی: スズキ株式会社) شرکت خودروسازی چندملیتی ژاپنی است، که تمرکز آن بر طراحی، توسعهٔ فناوری و تولید خودروها، موتورسیکلت‌ها، موتورهای چهارچرخ، ویلچرها و دامنه گسترده‌ای از موتورهای درون‌سوز به‌ویژه موتورهای قایق‌رانی و انواع موتور برق معطوف می‌باشد.
این شرکت در سال ۱۹۰۹ توسط میشیو سوزوکی تأسیس شد. شرکت سوزوکی در سال ۲۰۱۱ از نظر شمار خودروهای تولیدی، به‌عنوان دهمین خودروساز بزرگ جهان شناخته شد. شمار کارکنان این شرکت در سال ۲۰۱۲ بیش از ۴۵۰۰۰ نفر اعلام شده، که در ۳۵ کارخانه تولیدی سوزوکی در ۲۳ کشور، همچنین در ۱۳۳ مرکز فروش، نمایندگی‌های مجاز و توزیع قطعات یدکی آن در بیش از ۱۹۲ کشور جهان اشتغال دارند.
دفتر مرکزی شرکت سوزوکی در شهر هاماماتسو، استان شیزوئوکا، ژاپن قرار دارد و بخشی از سهام آن در بازار بورس توکیو معامله می‌شود.

## تاریخچه

### ۱۹۰۹ تا ۱۹۵۹

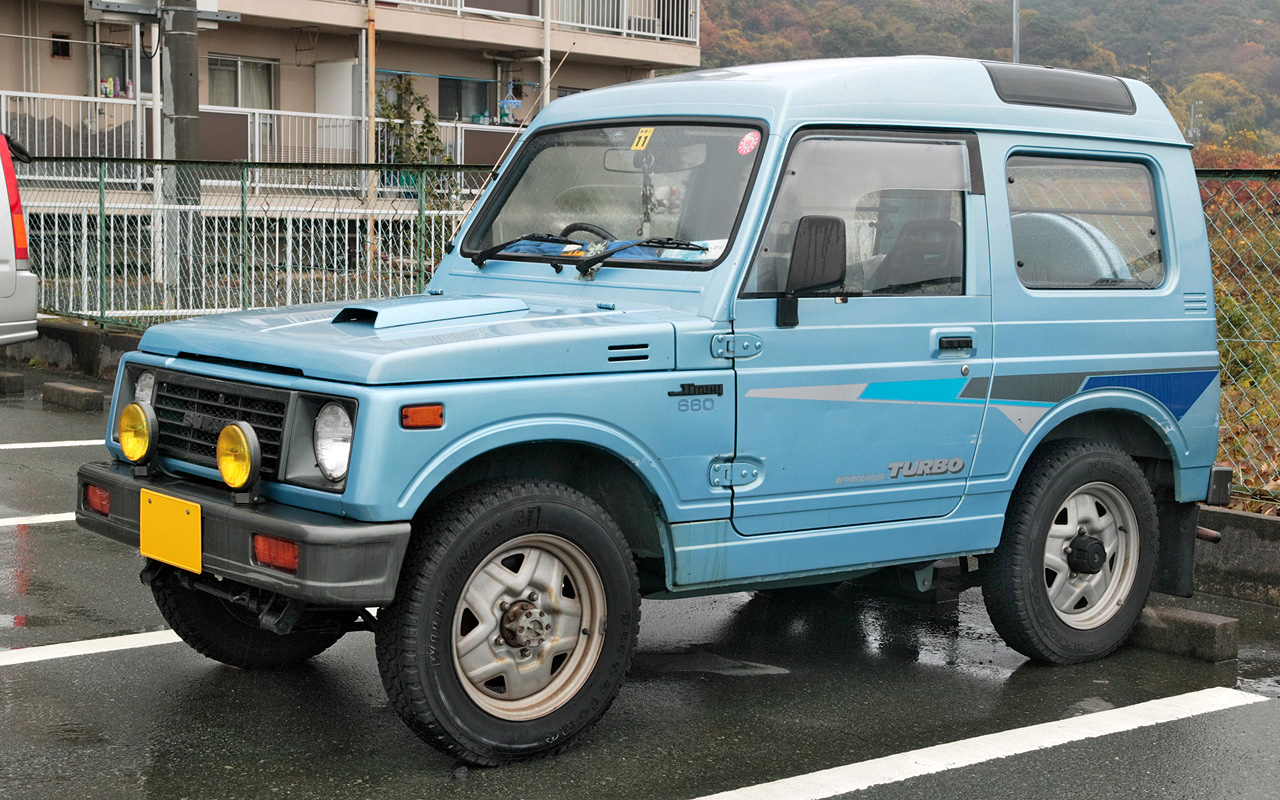
سوزوکی جیمنی

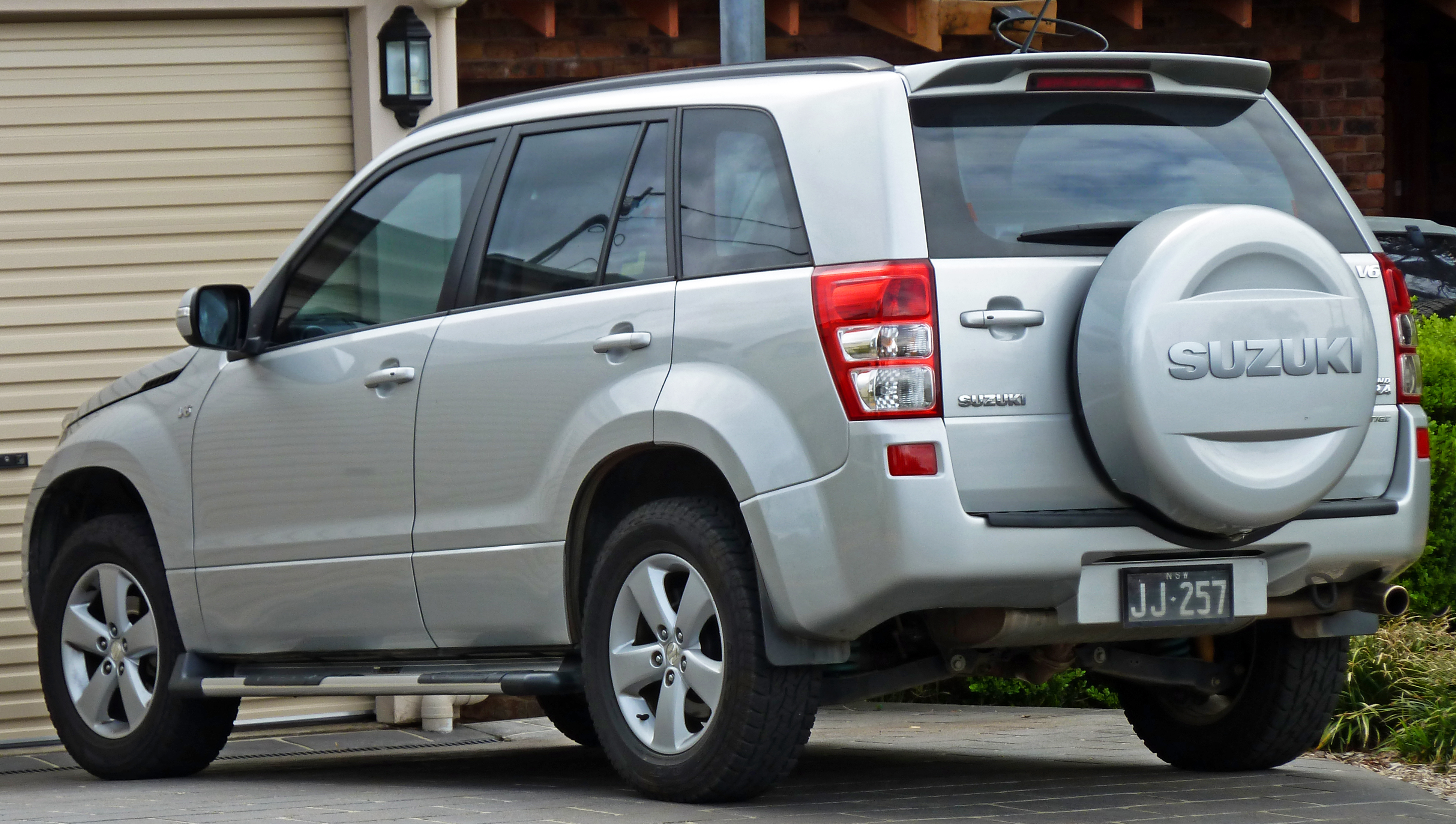
سوزوکی گرند ویتارا

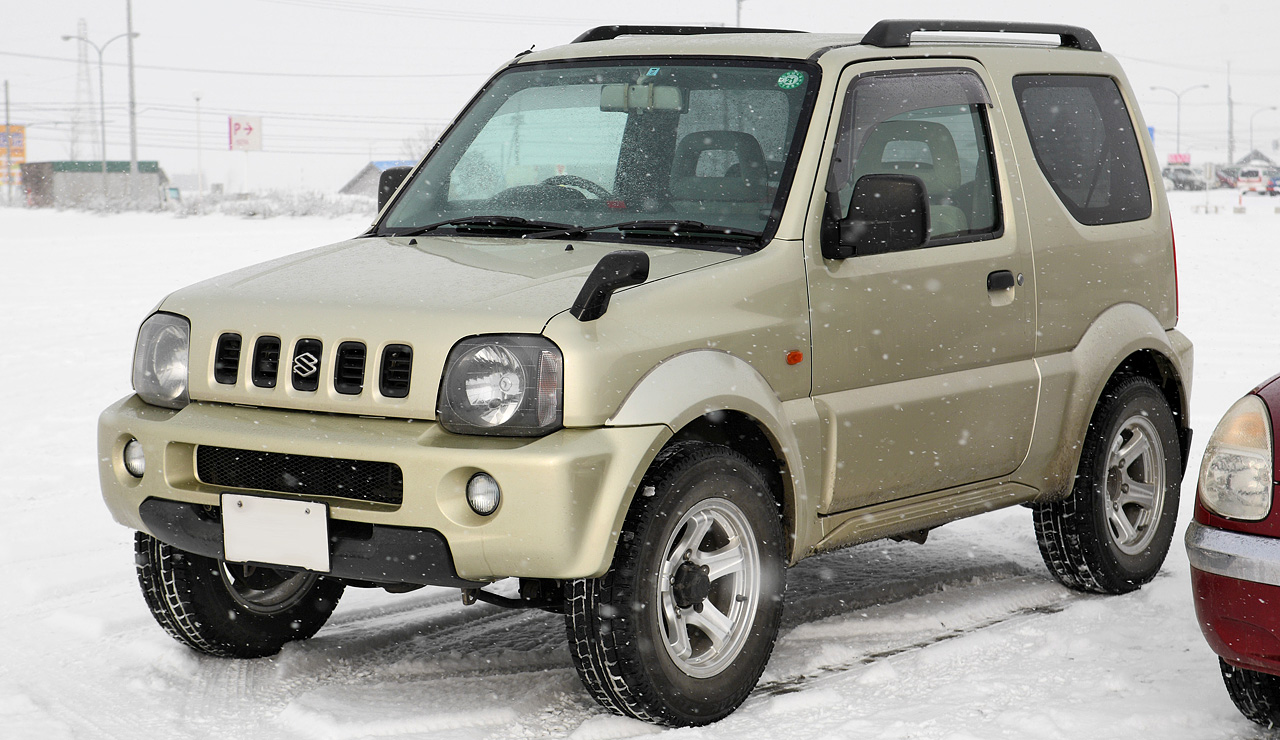
سوزوکی جیمنی ۲۰۰۹

میشیو سوزوکی (۱۸۸۷–۱۹۸۲) در سال ۱۹۰۹ کارخانه نساجی سوزوکی را در روستای ساحلی کوچکی، در هاماماتسو راه‌اندازی کرد. این کارخانه به موفقیت غیرقابل توصیفی دست یافت، زیرا سوزوکی منسوجات بافتنی برای صنایع بزرگ ابریشم ژاپن تولید می‌کرد.
در سال ۱۹۲۹، میشیو سوزوکی یک دستگاه بافت پارچه جدید اختراع کرد، که به کشورهای خارجی نیز صادر شد. پس از آن این شرکت شروع به ابداع و ثبت اختراعاتش نمود و بیش از ۱۲۰ حق اختراع به نام خود ثبت کرد. دوره ۳۰ ساله اول این شرکت نیز به گسترش و تولید این ماشین‌آلات پیچیده نساجی اختصاص یافت.
سوزوکی به‌رغم موفقیت در زمینه نساجی، به دلیل اشتیاق بالا و علاقه به تولیدات متنوع، در صدد تغییر کاربری کارخانه خود برآمد. او پس از بررسی فراوان دیگر تولیدات و با توجه به نیاز آن زمان مردم، به این نتیجه رسید که تولید خودروهای کوچک می‌تواند بهترین و عملی‌ترین کار باشد.
این پروژه در سال ۱۹۳۷ شروع شد و پس از طی دو سال، سوزوکی چندین مدل اولیه مختلف ساخته بود. این خودروهای اولیه به وسیله موتورهای نوآورانه چهارسیلندر چهارزمانه با مایع خنک‌کننده به حرکت درمی‌آمدند. این موتور با جابه‌جا کردن فقط ۸۰۰ سی‌سی از گنجایش موتور و با داشتن میل لنگ و جعبه دنده آلومینیومی، بیش از ۱۳ اسب‌بخار نیرو تولید می‌کرد.
با آغاز جنگ جهانی دوم، دولت ژاپن تولید خودروهای کوچک شهری را غیرضروری دانست و برنامه‌های سوزوکی با شکست مواجه شد، بنابراین شرکت به تولید منسوجات بازگشت. این تجارت با ورود کشتی‌های حامل پارچه به ژاپن، بسیار ترقی کرد و آینده سوزوکی با افزایش سفارشات پرشماری که از کارخانجات بومی دریافت می‌کرد، روشن شد، ولی این موفقیت دوام چندانی نیافت و بازار پارچه در سال ۱۹۵۱ سقوط کرد.
سوزوکی پس از این شکست، دوباره تصمیم به بازگشت به خودروسازی گرفت. پس از جنگ، مردم ژاپن نیاز بسیاری به یک وسیله نقلیه شخصی مطمئن و ارزان داشتند. شماری از کارخانه‌ها شروع به تولید و عرضه موتورهای گازسوز قابل نصب بر روی دوچرخه کردند و سوزوکی نیز نخستین دوچرخه موتوردار خود، با نام پاور فری (به انگلیسی: Power Free) را تولید کرد. این دوچرخه دارای یک موتور دوزمانه ۳۶ سی‌سی، با قدرت یک اسب‌بخار بود، که توانایی ویژه‌ای نسبت به دیگر موتورهای دوچرخه داشت.
این ویژگی دوچرخه‌سوار را قادر می‌ساخت که موتور را به سه حالت مختلف تنظیم کند و بتواند با کمک موتور و بدون کمک آن رکاب بزند یا بدون رکاب تنها قدرت موتور را استفاده کند. این اختراع به قدری مورد توجه قرار گرفت، که دولت یارانه و کمک مالی بزرگی برای ادامه پژوهش‌ها بر روی مهندسی موتورسیکلت به کارخانه سوزوکی اعطا کرد.
سوزوکی در سال ۱۹۵۳ با برنده شدن موتور دایموند فری ۶۰ سی‌سی کوچک خود در تپه نوردی‌های کوه فوجی، به نخستین پیروزی خود در مسابقات موتور سواری دست یافت که این پیروزی‌ها، سالیان سال برای سوزوکی ادامه داشت.

### ۱۹۶۰ تا ۱۹۶۹

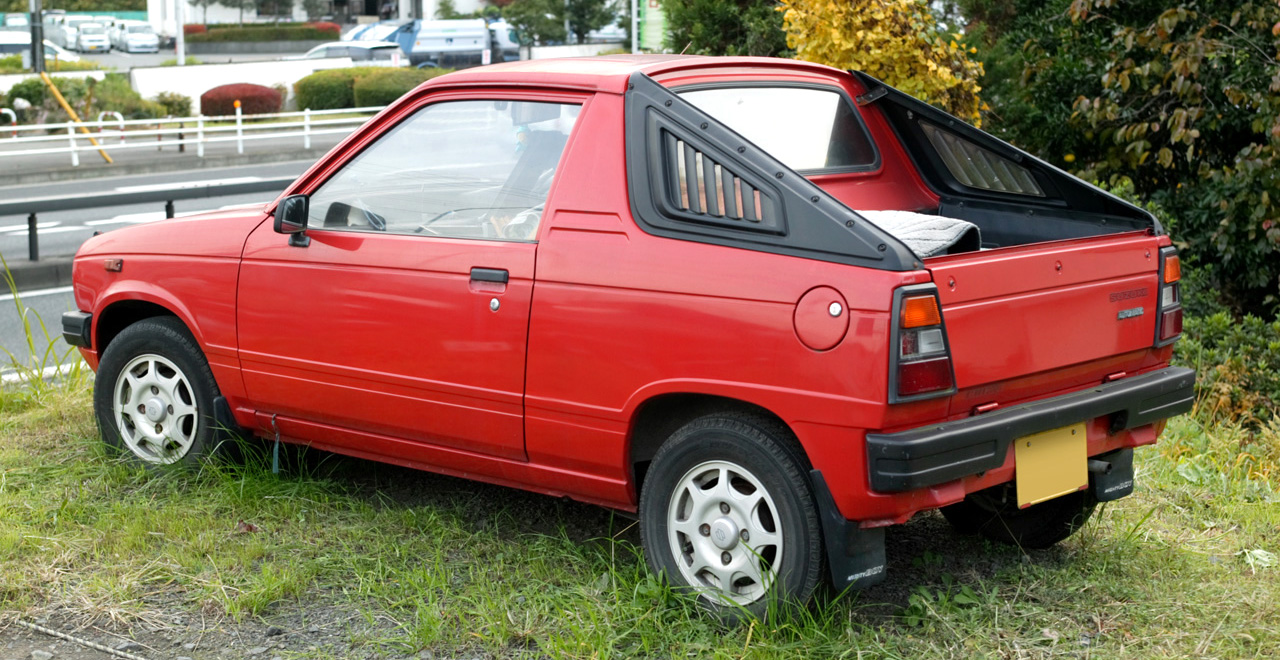
سوزوکی مایتی بوی

با آغاز دهه ۱۹۶۰ میلادی، سوزوکی شش هزار موتورسیکلت در ماه تولید می‌کرد و نام خود را رسماً به سوزوکی موتور تغییر داد. این شرکت پس از موفقیت‌هایش در زمینه موتورسیکلت، یک خودرو موفق‌تر به نام سوزوکی سوزولایت تولید کرد، که در این خودرو نیز ابداعات قابل‌توجهی تعبیه شده بود. در ۱۹۶۹ کارخانه موتورسیکلت‌سازی سوزوکی در شهر اویابه، تویاما شروع به‌کار کرد.
در سال ۱۹۶۱ سوزوکی کری و در ۱۹۶۵ نیز سوزوکی فرانتی ۸۰۰ عرضه شد. در ۱۹۶۷ نخستین کارخانه مونتاژ موتورسیکلت‌های سوزوکی در خارج از ژاپن، در کشور تایلند فعالیت خود را آغاز نمود. در سال ۱۹۶۸ کارخانه سوزوکی در شهر ایواتا، شیزوئوکا تأسیس شد. سپس در اواخر همین سال از خودروی سوزوکی فرانتی رونمایی شد.

### ۱۹۷۰ تا ۱۹۷۹

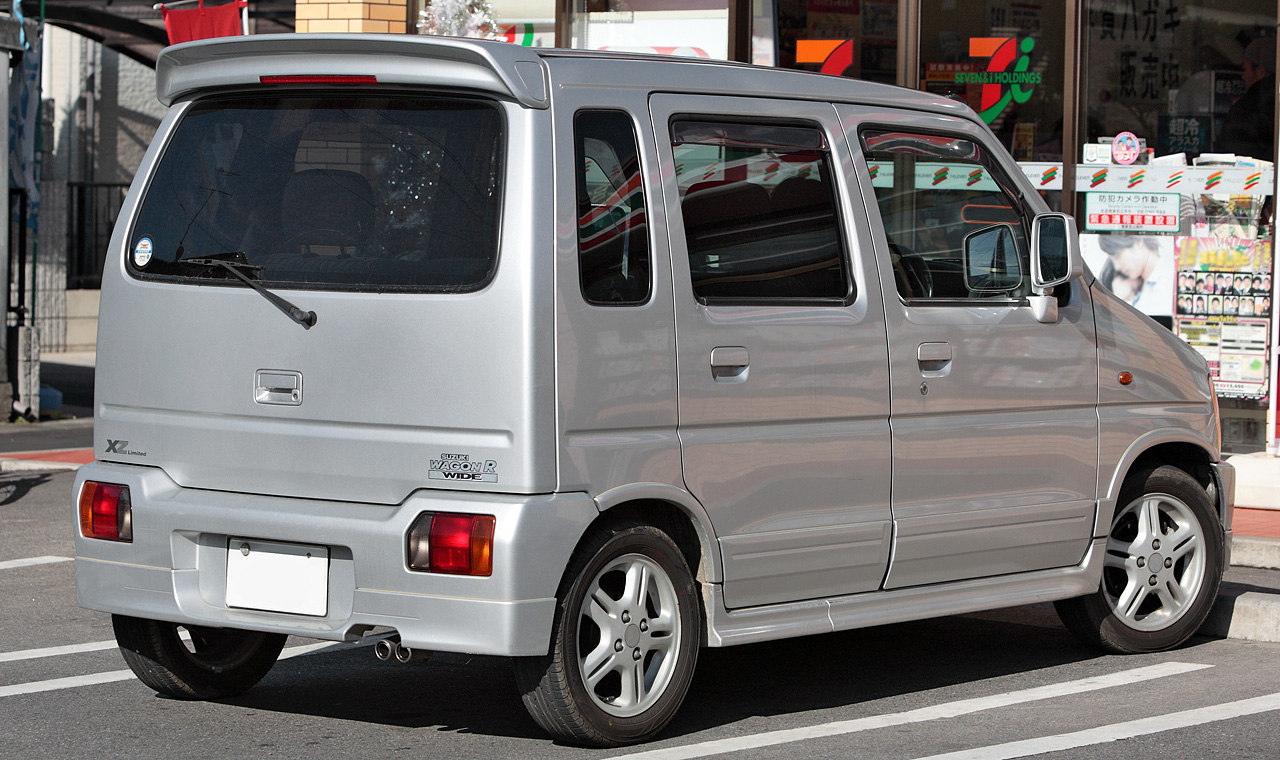
سوزوکی واگن آر

در سال ۱۹۷۰ کارخانه سوزوکی در کوسای، شیزوئوکا فعالیت خود را آغاز نمود، در همین سال (۱۹۷۰) خودروی چهارچرخ محرک این شرکت بنام سوزوکی جیمنی به بازار عرضه شد.
در ۱۹۷۱ کارخانه‌ای دیگر در شهر تویوکاوا، آیچی راه‌اندازی شد، که در زمینه تولید موتورسیکلت‌های متوسط و بزرگ فعالیت می‌نمود. در سال ۱۹۷۲ شرکت تولید قطعات سوزوکی در استان آکیتا ژاپن راه‌اندازی شد، که همان‌طور که از نامش مشخص است، وظیفه تأمین قطعات خودروهای ساخت این شرکت را بر عهده داشت. در ۱۹۷۳ نخستین شعبه سوزوکی در انتاریو، کانادا افتتاح و شرکت «سوزوکی کانادا» تأسیس شد.
در سال ۱۹۷۷ خودروی دو در سوزوکی کروو عرضه شد، که در سال بعد مدل چهار در همین مدل نیز ساخته و وارد بازار ژاپن شد. در ۱۹۷۸ اوسامو سوزوکی به‌عنوان مدیر عامل اجرایی و جیتسوئیجیرو سوزوکی نیز به‌عنوان رئیس هیئت مدیره این شرکت منصوب شدند.

### ۱۹۸۰ تا ۱۹۸۹
شرکت سوزوکی در سال ۱۹۸۰ با معرفی سه خودروی الکتریکی (هیبریدی)، در سیدنی، استرالیا نیز شعباتی راه‌اندازی کرد. در ۱۹۸۰ فروش این شرکت از مرز ۵۰۰ میلیارد ین گذشت و در پی آن، یک سال بعد یعنی در ۱۹۸۱ سوزوکی مشارکت خود را با شرکت‌های خودروسازی جنرال موتورز و ایسوزو آغاز نمود.
در ۱۹۸۲ جنرال موتورز اقدام به خریداری ۵٫۳٪ درصد از سهام شرکت سوزوکی کرد. سال ۱۹۸۲ یکی از موفق‌ترین سال‌ها در تاریخ سوزوکی محسوب می‌شود. در اواسط این سال، شرکت سوزوکی قراردادی با شرکت پاکو امضاء و با مشارکت آن، شرکت پاک سوزوکی موتور را در شهر کراچی، پاکستان تأسیس نمود، سپس کارخانه مونتاژ خودروهای را در کراچی راه‌اندازی کرد.
سوزوکی همچنین در پی انعقاد قرارداد با دولت هند، یک شرکت در هندوستان با نام ماروتی سوزوکی تأسیس کرد. در اواخر سال ۱۹۸۲ نیز خودروی سوزوکی آلتو به بازار عرضه شد.
در ۱۹۸۳ دومین کارخانه سوزوکی در شهر کوسای، شیزوئوکا ساخته شد، که در زمینه تولید خودروهای کامپکت فعالیت می‌نمود. در همین سال (۱۹۸۳) دو خودرو نیز طراحی و ساخته شدند که عبارتند از: سوزوکی مایتی بوی و سوزوکی سوییفت.
در ۱۹۸۴ نخست سوزوکی نیوزیلند، سپس سوزوکی فرانسه و سوزوکی آلمان به‌عنوان شرکت‌های تابعه این شرکت تأسیس شدند. در ۱۹۸۸ سوزوکی اسکیود به تولید انبوه رسید و در ۱۹۸۹ سوزوکی اسکیود در بازار ایالات متحده آمریکا عرضه گردید.

### ۱۹۹۰ تا ۱۹۹۹

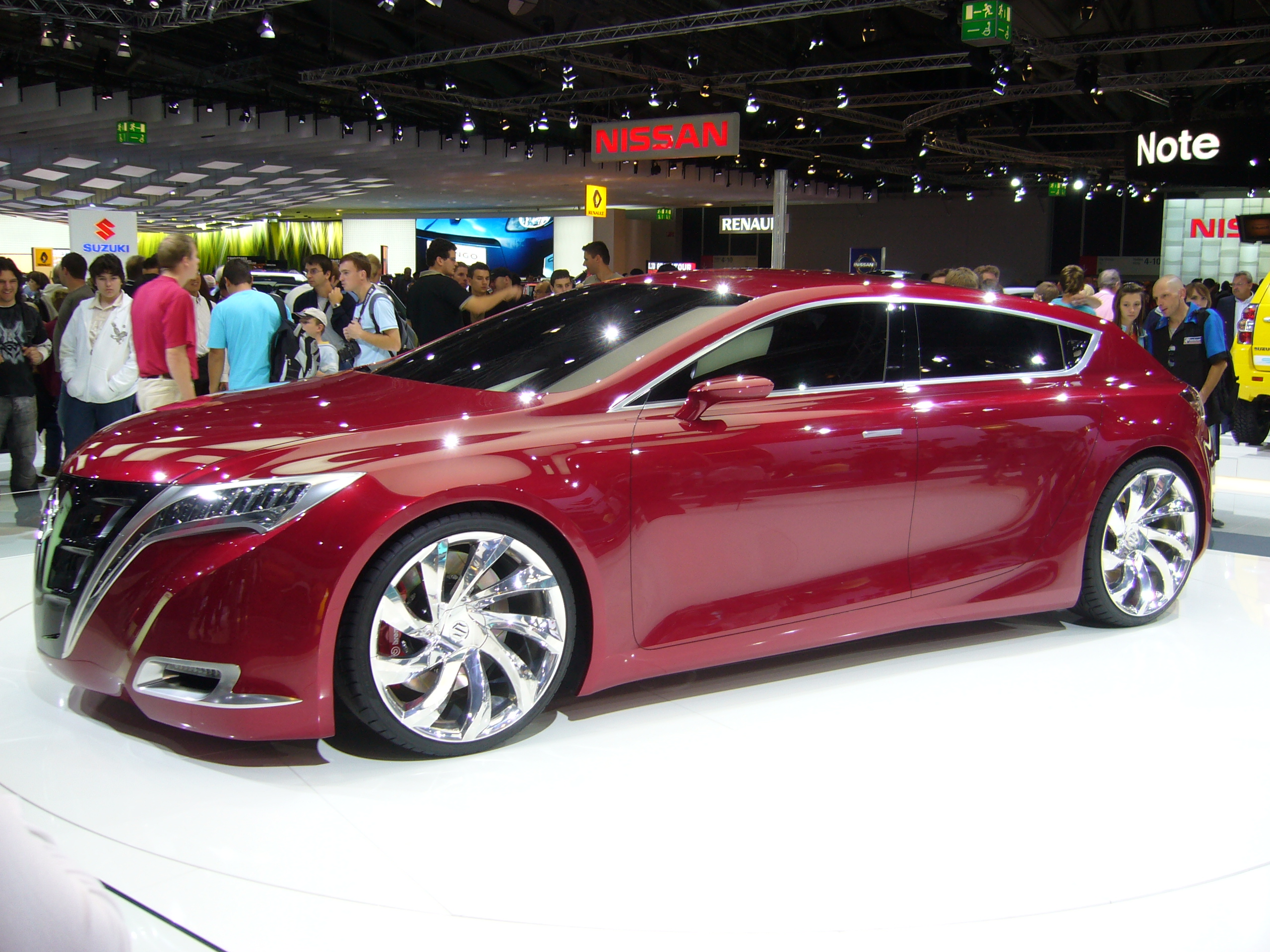
سوزوکی کیزاشی نمایشی

در سال مالی ۱۹۹۱ فروش سوزوکی از مرز ۱ تریلیون ین عبور کرد. در همین سال شرکت مگیار سوزوکی به‌عنوان شرکت تابعه این شرکت در مجارستان راه‌اندازی شد.
در ۱۹۹۲ تولید خودروهای سوزوکی با مشارکت شرکت خودروسازی دوو در کره جنوبی آغاز گردید. در ۱۹۹۳ از مدل‌های سوزوکی کاپوچینو و سوزوکی واگن آر رونمایی شد.
در سال ۱۹۹۴ تولیدات شرکت تابعه ماروتی سوزوکی، به یک میلیون دستگاه رسیده بود. در ۱۹۹۸ جنرال موتورز میزان سهام خود را در سوزوکی به ۱۰٪ درصد افزایش داد.

### ۲۰۰۰ تا ۲۰۰۹

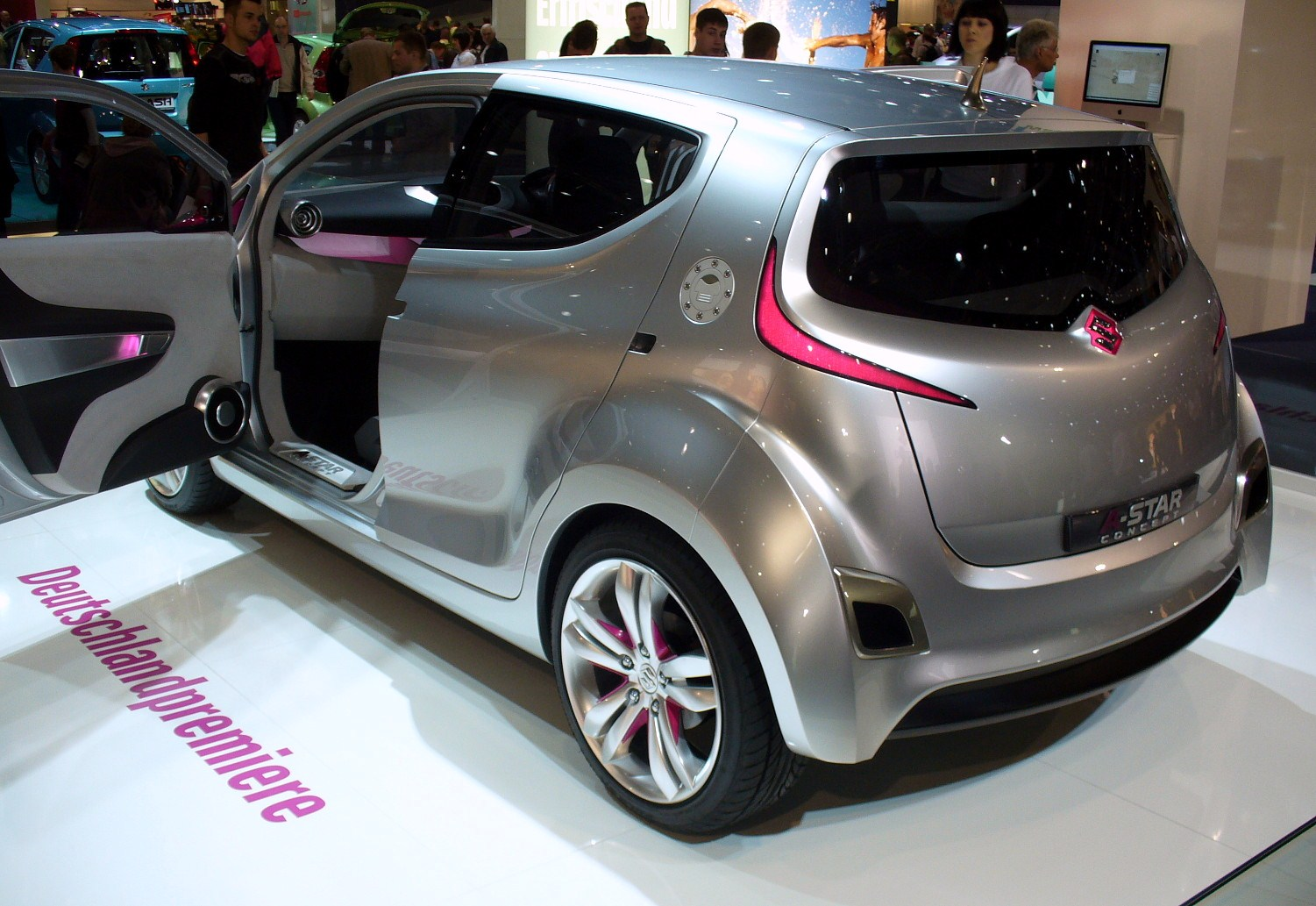
سوزوکی ای-استار نمایشی

در سال ۲۰۰۰ جنرال موتورز اقدام به خریداری ۱۰٪ درصد دیگر از سهام سوزوکی نمود، که در مجموع مالک ۲۰٪ درصد از سهام این شرکت گردید. در سال ۲۰۰۱ در نمایشگاه خودروی ژنو از سوزوکی آیرو رونمایی شد.
شرکت سوزوکی در سال ۲۰۰۳ مقام اول تولید خودروهای کوچک ژاپن را از آن خود کرد و نخستین خودروی کوچک هیبریدی خود را نیز تولید نمود. در سال ۲۰۰۶ سوزوکی دو مدل را به بازار خودرو جهانی عرضه کرد، نخست در نمایشگاه خودرو ژنو خودروی سوزوکی اس‌ایکس۴، سپس در نمایشگاه خودرو نیویورک سوزوکی ایکس‌ال۷.
در سال ۲۰۰۸ نیز نخستین موتورسیکلت انژکتوری خود را معرفی کرد، در همین سال جنرال موتورز سهام خود در سوزوکی را به ۳٪ درصد کاهش داد.

### ۲۰۱۰ تاکنون
در سال ۲۰۱۰ میلادی، گروه فولکس‌واگن ۱۹٫۹۰٪ درصد از سهام سوزوکی را خریداری کرد.
اکنون سوزوکی نهمین خودروساز بزرگ جهان از لحاظ تیراژ تولید است و با داشتن بیش از ۴۵ هزار کارمند در سراسر جهان، ۳۵ کارخانه بزرگ در ۲۳ کشور جهان و ۱۳۳ مرکز توزیع و عرضه خودرو در ۱۹۲ کشور، درآمد سالانه‌ای بالغ بر ۲۶ میلیارد دلار دارد.

## خودروهای تولیدشده
| - مدل‌های کنونی - سوزوکی آلتو - سوزوکی آلتو لاپین - سوزوکی پالت - سوزوکی واگن آر - سوزوکی سولیو - سوزوکی اسپلش - سوزوکی سوییفت - سوزوکی اس‌ایکس۴ - سوزوکی گرند ویتارا - سوزوکی کیزاشی - سوزوکی ایوری - سوزوکی لندری - سوزوکی ای‌پی‌وی - سوزوکی جیمنی - سوزوکی اسکیود - سوزوکی کری - سوزوکی اکواتور | - مدل‌های گذشته - سوزوکی آیرو - سوزوکی کاپوچینو - سوزوکی کروو - سوزوکی فرانتی - سوزوکی ایگنیس - سوزوکی کی - سوزوکی مایتی بوی - پژو پارس - سوزوکی ایکس-۹۰ - سوزوکی ایکس‌ال۷ - مدل‌های تولید شده برای دوو آمریکای شمالی - دوو کالوس - دوو لاستی - دوو مگنوس - مدل‌های تولید شده برای شورولت آمریکای جنوبی - سوزوکی فان |

## تولیدات برای دیگر خودروسازان

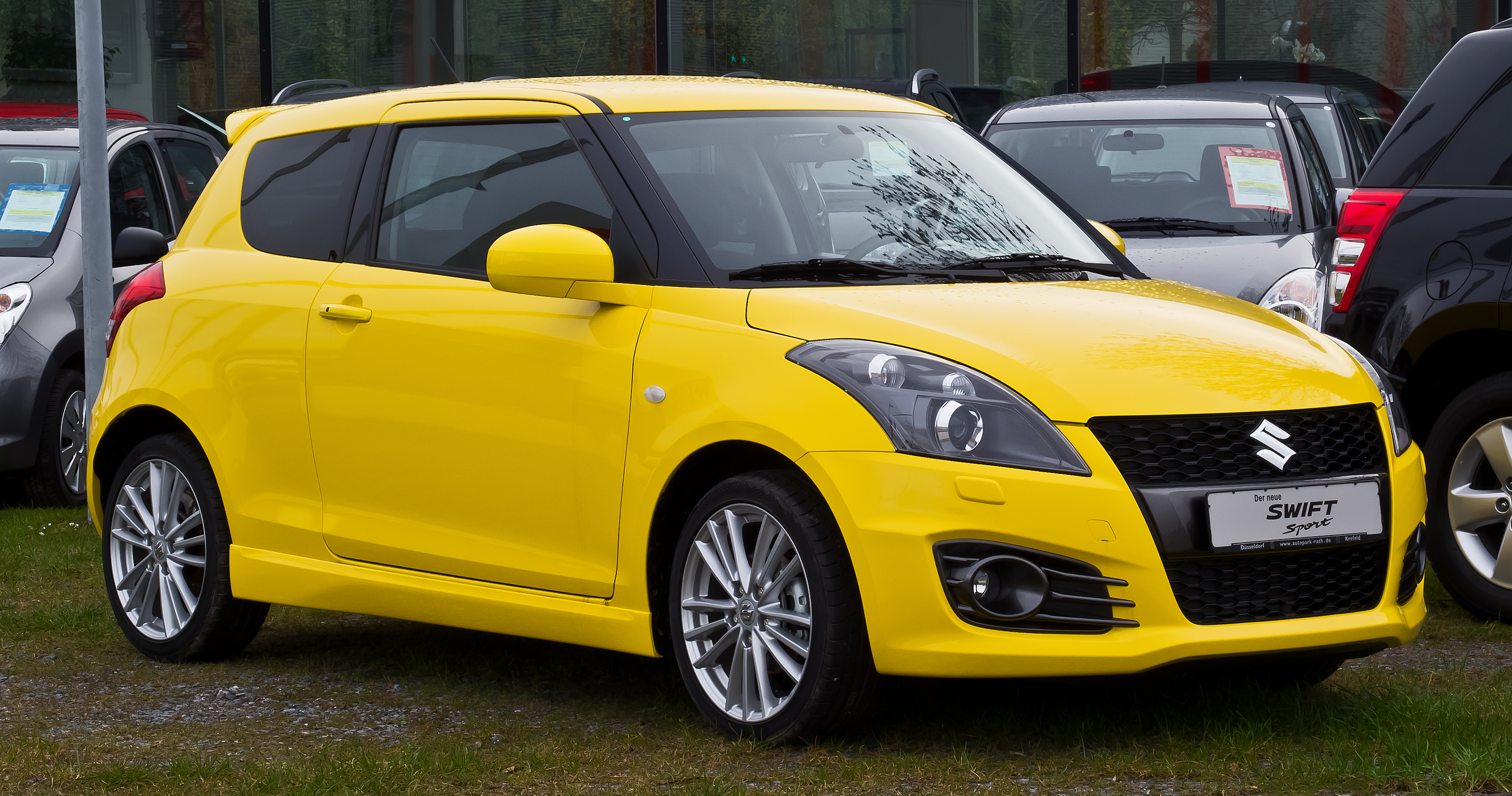
سوزوکی سوئیفت ۲۰۱۳

از سال ۱۹۸۵ سوزوکی اقدام به مشارکت با شرکت‌های خودروسازی مطرح جهان نمود، که شماری از خودروهای تولید شده در زیر درج شده‌است:
| فیات فیات سدیچی – اروپا (سوزوکی اس‌ایکس۴) جنرال موتورز هولدن بارینو – استرالیا (سوزوکی کولتاس) شورلت کروز – ژاپن (سوزوکی ایگنیس) هالدن کروز – استرالیا (سوزوکی ایگنیس) شورلت ام‌دبلیو – ژاپن (سوزوکی واگن آر) بدفورد راسکال – اروپا (سوزوکی کری) بدفورد راسکال – بریتانیا (سوزوکی کری) هالدن اسکری – استرالیا (سوزوکی کری) شورولت سوپرکری – آمریکای جنوبی (سوزوکی کری) جیو ترکر – ایالات متحده آمریکا (سوزوکی اسکیود) شورولت تراکر – ایالات متحده آمریکا/کانادا (سوزوکی اسکیود) جی‌ام‌سی ترکر – کانادا (سوزوکی اسکیود) پونتیاک ترکر – کانادا (سوزوکی اسکیود) شورولت ویتارا – کانادا (سوزوکی اسکیود) شورولت گراند نوماد – آمریکای جنوبی (سوزوکی اسکیود) شورولت گرند نوماد – آمریکای جنوبی (سوزوکی ایکس‌ال۷) هالدن دراور – استرالیا (سوزوکی جیمنی) اوپل آگیلا – اروپا (سوزوکی واگن آر و سوزوکی اسپلش) واکسهال آگیلا – بریتانیا (سوزوکی واگن آر و سوزوکی اسپلش) | مزدا آوتوزم ای‌زد-۱ – ژاپن (آوتوزم ای‌زد-۱) آوتوزم اسکروم – ژاپن (سوزوکی کری) مزدا کارول – ژاپن (سوزوکی آلتو) مزدا لاپوتا – ژاپن (سوزوکی کی) مزدا اسپیانو – ژاپن (سوزوکی آلتو لاپین) مزدا آفرود – ژاپن (سوزوکی جیمنی) مزدا لوانته – ژاپن (سوزوکی اسکیود) نیسان نیسان پینو – ژاپن (سوزوکی آلتو) نیسان روکس – ژاپن (سوزوکی پالت) ماروتی سوزوکی ماروتی ۸۰۰ – هند (سوزوکی آلتو) ماروتی اومنی – هند (سوزوکی کری) ماروتی جیبسی – هند (سوزوکی جیمنی) ماروتی زن – هند (سوزوکی آلتو) میتسوبیشی موتورز میتسوبیشی کلت – اندونزی (سوزوکی کری) میتسوبیشی ماون – اندونزی (سوزوکی ای‌پی‌وی) |

## سوزوکی در ایران
هم‌اکنون در سال ۲۰۲۴ پنج مدل از خودروهای شرکت خودروسازی سوزوکی، در بازار خودروی ایران موجود می‌باشد، که همه‌ مدل‌ها  نیز از طریق شرکت راساموتور خاورمیانه عرضه می‌گردد. این خودروها عبارتند از:
- سوزوکی گراند ویتارا
- سوزوکی سوئیفت
- سوزوکی سیاز
- سوزوکی بالنو
- سوزوکی جیمنی

همچنین شرکت تک تاز موتور تنها نماینده رسمی موتورسیکلت‌های سوزوکی در ایران به تولید و مونتاژ چند نسل از موتورسیکلت‌های سوزوکی مشغول می‌باشد.
ازجمله این موتورسیکلت‌ها عبارتند از:
GS125
DR200SE
DR400z
GSX150 - SF
GW250 INAZUMA